# F1 (film)
F1 este un film dramatic american de acțiune regizat de Joseph Kosinski. A fost lansat în cinematografe pe 25 iunie 2025. Brad Pitt joacă rolul principal, interpretând un fost pilot de Formula 1 care se întoarce după 30 de ani în circuit pentru a câștiga prima cursă pentru o echipă aflată aproape de desființare. Lewis Hamilton, de șapte ori campion mondial la Formula 1, a fost între producători. Filmările au avut loc în timpul curselor reale de Formula 1, folosind mașini replici.

## Rezumat
Pilotul de curse Sonny Hayes a fost odată considerat un talent imens în Formula 1, dar a fost forțat să-și încheie cariera după un accident grav în 1993. După mai multe căsnicii eșuate și o dependență de jocuri de noroc, mai bine de 30 de ani mai târziu, se confruntă cu falimentul personal și trebuie să se mențină pe linia de plutire preluând roluri de pilot în clase inferioare de curse. După ce câștigă Cursa de 24 de ore de la Daytona, este contactat de fostul său coechipier Ruben Cervantes, care acum deține echipa de curse de Formula 1 APXGP. Echipa sa nu acumulase încă niciun punct în Campionatul Mondial, motiv pentru care unul dintre piloți s-a retras la mijlocul sezonului. Și Ruben riscă să fie înlocuit dacă APXGP nu reușește să câștige nicio cursă până la sfârșitul sezonului.
Ruben îi oferă lui Sonny oportunitatea de a pilota în ultimele nouă curse ale Campionatului Mondial, iar acesta o acceptă, sperând la o ultimă șansă la glorie. În timpul unui prim test drive, Sonny are un accident cu mașina pe care încă nu o cunoaște suficient de bine, dar reușește să depășească cel mai bun timp stabilit de ambițiosul debutant Joshua Pearce, care este și el sub contract cu APXGP. Ambii piloți îl consideră pe celălalt arogant și încrezut, motiv pentru care se dezvoltă curând o rivalitate internă între ei. Când Sonny, în ciuda instrucțiunilor șefului echipei, Kaspar Smolinski, îl împiedică pe mai rapidul Joshua să-l depășească la primul său Mare Premiu de la Silverstone, are loc un accident și ambii piloți se retrag din cursă.
Pentru a doua cursă de la Hungaroring, Sonny a decis să-și sacrifice propriul rezultat pentru a-i oferi lui Joshua un final care să-l ducă în puncte. Accidente minore au declanșat intrarea mașinii de siguranță în mai multe rânduri, forțând alți piloți să intre la boxe, în timp ce Joshua a rămas pe pistă și a terminat în cele din urmă cursa pe locul zece. La Monza, Sonny a urmat o strategie similară, frânând deliberat în spatele mașinilor care îl urmau în timpul unei curse ploioase și împiedicându-i pe piloții din față să depășească, lăsându-l pe Joshua într-o poziție promițătoare pe locul al doilea. Însă în încercarea de a trece la conducere, Joshua nu a reușit să execute o manevră de depășire sugerată de Sonny, părăsind pista și răsturnându-se. Joshua a fost scos din mașina în flăcări chiar de Sonny, dar rănile l-au obligat să absenteze la trei curse. A fost înlocuit de pilotul Luca Cortez.
Sonny este îndemnat de echipa sa să nu recurgă la trucuri ieftine în cursele următoare, ci să lupte corect pentru pozițiile sale. Împreună cu Kate McKenna, directorul tehnic al APXGP, își dezvoltă mașina astfel încât vehiculul să poată atinge viteze mai mari în viraje. Acest truc tehnic îi aduce lui Sonny mai multe clasări în top 10, transformându-l rapid într-un favorit al publicului. Acest lucru reaprinde rivalitatea sa cu Joshua, care îl învinovățește pe Sonny pentru accidentul său și îl ciocnește pe pistă la întoarcerea sa în Mexic. Doar prin intervenția lui Kate cei doi piloți reușesc să se împace. Apoi, Sonny și Kate au parte de o aventură amoroasă.
Înainte de penultima cursă a sezonului, în Las Vegas, euforia echipei este stinsă când FIA află de piesele mașinii modificate de Kate și cere demontarea acestora. Furios, Sonny are parte de un accident grav pe pistă și este dat afară din echipă de Ruben. Ulterior, este contactat de un membru al consiliului de administrație APXGP, Peter Banning, care dorea să preia echipa de curse de la Ruben pentru noul sezon și, de asemenea, să-l pună pe Sonny într-o poziție de conducere. Banning a recunoscut că a avertizat FIA despre componente pentru a împiedica victoria unui pilot APXGP și, prin urmare, prelungirea contractului lui Ruben. Sonny a respins oferta și, în schimb, l-a convins pe Ruben să-l lase să concureze în ultima cursă. Sonny și Joshua ajung în primii cinci la Abu Dhabi, dar Sonny are un accident care a adus steagul roșu. Cu toate acestea, Sonny reușește să conducă mașina avariată la boxe, unde mașina sa a fost reparată cu succes în timpul întreruperii cursei. După reluare, el și Joshua au câștigat poziții suplimentare datorită pneurilor noi, ajungând să se confrunte doar cu Lewis Hamilton. Sonny simulează o manevră de depășire, pe care Hamilton trebuie să o respingă, permițându-i lui Joshua să-l depășească. În lupta pentru conducere, are loc o coliziune între cei doi piloți, care îi oferă în mod neașteptat lui Sonny victoria în cursă și, astfel, îi permite lui Ruben să obțină o prelungire a contractului pe trei ani cu APXGP.
După victoria sa, Sonny se retrage din Formula 1 și concurează în curse de buggy-uri în deșert. Kate îi promisese anterior că îl va vizita.

## Distribuție
- Brad Pitt în rolul Sonny Hayes, pilot în anii 1990 în Formula 1 pentru echipa Lotus care revine în F1 la APXGP.
- Damson Idris în rolul Joshua Pearce, pilot debutant în F1, la echipa APXGP, care devine coechipierul și rivalul lui Sonny.
- Kerry Condon în rolul Kate McKenna, directorul tehnic al echipei APXGP cu care Sonny dezvoltă o relație amoroasă.
- Javier Bardem în rolul Ruben Cervantes, proprietarul echipei APXGP, prietenul și fostul coechipier al lui Sonny.
- Tobias Menzies în rolul Peter Banning, membru al conducerii APXGP.
- Kim Bodnia în rolul Kaspar Smolinski, directorul general APXGP.
- Sarah Niles în rolul Bernadette Pearce, mama lui Joshua.
- Will Merrick în rolul Hugh Nickleby, inginerul de curse al lui Sonny la APXGP.
- Joseph Balderrama în rolul Rico Fazio, inginerul de curse al lui Joshua la APXGP.
- Abdul Salis în rolul Dodge Dowda, șeful mecanicilor APXGP.
- Callie Cooke în rolul Jodie, mecanic la APXGP.
- Samson Kayo în rolul Cashman, vărul și agentul lui Joshua.
- Simon Kunz în rolul Don Cavendish, un jurnalist cu care Sonny pune un pariu.
- Liz Kingsman în rolul Lisbeth Bampton, agentul PR la APXGP.
- Luciano Bacheta în rolul Luca Cortez, pilot de rezervă la APXGP.
- Shea Whigham în rolul Chip Hart, patronul Chip Hart Racing, pentru care Sonny pilotează la Cursa de 24 de ore de la Daytona.

### Personalitățile din Formula 1
Filmările au avut loc în Sezonul de Formula 1 din 2023, iar toți piloții participanți apar în film, precum și directori de echipă sau CEO-ul competiției, Stefano Domenicali.